# Paromarteon constans
Paromarteon constans es una especie de coleóptero de la familia Pyrochroidae.

## Distribución geográfica
Habita en Queensland (Australia).